# Uptown (Dallas)
Uptown é um PID (distrito de melhoria pública) e um bairro de luxo em Dallas, Texas. Uptown fica ao norte e ao lado do centro de Dallas, limitado à leste pela rodovia nacional americana US 75 (Central Expressway), à nordeste pela North Haskell Avenue, pela ciclovia de Katy Trail a noroeste, por Bookhout Street e Cedar Springs Road a oeste, à sudoeste pela North Akard Street e pela rodovia Spur 366 (Woodall Rodgers Freeway) ao sul.